# Hästtjärnen (Transtrands socken, Dalarna, vid Sälens by)
Hästtjärnen är en sjö i Malung-Sälens kommun i Dalarna och ingår i Dalälvens huvudavrinningsområde.